# 川真田市太郎
川真田 市太郎（かわまた いちたろう、1842年（天保13年2月） - 1919年（大正8年）5月30日）は、日本の政治家、実業家。徳島県吉野川市出身。別名は市兵衛。

## 経歴
麻植郡鴨島町（現在の吉野川市）で生まれる。実家は藍商を営む。藍の粗悪を戒め、製品の声価を高めることに努めた。また、吉野川の氾濫を防ぐため、堤防を修築する等の功績を上げた。
1887年（明治20年）、阿波国共同汽船を起し、同社の社長に就任。1898年（明治31年）、第5回衆議院議員総選挙に出馬し当選。徳島鉄道の敷設、吉野川改修工事に功労があった。
1919年（大正8年）5月30日、78歳で没する。